# Vita Anskarii

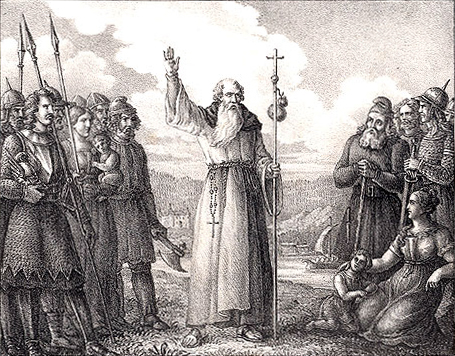
Anschaire prêchant aux Scandinaves, selon Hugo Hamilton (1830)

Vita Ansgari (littéralement la vie d'Anschaire) est la biographie en latin d'Anschaire de Brême écrite autour de l'année 875 par Rimbert, son successeur comme archevêque de Hambourg-Brême. Le livre est une importante source historique, non seulement dans sa description de la mission d'évangélisation de la Scandinavie entreprise par Anschaire, mais aussi dans sa description de la vie et de la société Scandinave de l'âge des Vikings.